# 1387
1387 (MCCCLXXXVII) fue un año común comenzado en martes del calendario juliano, en vigor en aquella fecha.

## Acontecimientos
- En Inglaterra se publican por primera vez los Cuentos de Canterbury.
- En el reino de Aragón se corona a Juan I como rey.
- Montblanch, Capital de la Cuenca de Barberá (provincia de Tarragona, España) es declarada Vila Ducal.
- Noruega pierde su línea de sangre real, lo que posteriormente ocasionaría su anexión a Dinamarca.

## Nacimientos
- 9 de agosto: Enrique V, rey inglés.
- Juan Hunyadi, militar y político.

## Fallecimientos
- 1 de enero: Carlos II, rey navarro entre 1350 y 1387.
- 5 de enero: Pedro IV, rey aragonés.
- García Fernández de Villagarcía, maestre de la Orden de Santiago entre 1385 y 1387.
- Alano VII, vizconde de Rohan.
- Saiana, erudito indio.